# Бонилья, Хуан
Хуа́н Бони́лья Га́го (исп. Juan Bonilla Gago; род. 11 августа 1966, Херес-де-ла-Фронтера, провинция Кадис) — испанский писатель и поэт. Лауреат испанской Национальной литературной премии 2020 года.

## Биография
Первая книга Бонильи «Тот, кто выключает свет» (El que apaga la luz) была издана в 1994 году и представляла собой сборник рассказов, который был выбран издательством как один из лучших сборников рассказов в испанской литературе XX века по мнению критиков и писателей, участвовавших в соответствующем опросе журнала Quimera. В 2000 году газета El País включила эту книгу Бонильи в список наиболее выдающихся книг последних 25 лет.
В 1996 году увидел свет роман «Никто никого не знает» (Nadie conoce a nadie), который был экранизирован под тем же названием в 1999 году Матео Хилем. В главных ролях в фильме снялись Эдуардо Норьега, Пас Вега и Жорди Молья.
В 2003 году роман Бонильи «Нубийский принц» (Los príncipes nubios) удостоился премии Библиотеки Бреве. Он был переведён на 10 языков, права на его экранизацию приобрел американский режиссёр Альфредо Девилла. В 2009 году эта книга вышла в издательстве Иностранка в переводе Екатерины Матерновской.
Сборник рассказов Бонильи «Такие одинокие люди» (Tanta gente sola) обеспечил автору премию Марио Варгаса Льосы Hotel Group NH как лучший сборник рассказов 2009 года.
В 2013 году вышел роман «Запрещается вход без штанов» (Prohibido entrar sin pantalones), в основу которого легла биография Владимира Маяковского и история его отношений с Лилей Брик. Книга была удостоена премии Варгаса Льосы за лучший роман 2013—2014 годов. В 2021 году в испанском издании журнала Esquire этот роман Бонилья был назван в десятке лучших книг 2010—2020 годов.
В 2015 году Бонилья получил грант банковского фонда BBVA для работы над книгой о мексиканской художнице Кармен Мондрагон. Новый роман, озаглавленный «Сексуальная всеохватность космоса» (Totalidad sexual del Cosmos), был опубликован в 2019 году. За эту книгу Хуан Бонилья получил престижную испанскую Национальную литературную премию в 2020 году.

## Сочинения

### Рассказы
- 1994 — Тот, кто выключает свет / El que apaga la luz, Editorial Pre-Textos
- 1998 — La compañía de los solitarios, Editorial Pre-Textos.
- 2000 — La noche del Skylab, Editorial Espasa Calpe
- 2005 — El estadio de mármol, Editorial Seix Barral
- 2009 — Такие одинокие люди / Tanta gente sola, Seix Barral
- 2013 — Una manada de ñus, Editorial Pre-Textos

### Романы
- 1995 — Yo soy, yo eres, yo es, Ediciones Imperdonables
- 1996 — Никто никого не знает / Nadie conoce a nadie, Ediciones B.
- 1998 — Cansados de estar muertos, Espasa Calpe
- 2003 — Нубийский принц / Los príncipes nubios, Seix Barral (Премия Библиотеки Бреве)
- 2013 — Prohibido entrar sin pantalones, Seix Barral
- 2019 — Totalidad sexual del cosmos, Seix Barral

### Поэзия
- 1994 — Partes de guerra, Editorial Pre-Textos.
- 2001 — El belvedere, Editorial Pre-Textos.
- 2005 — Buzón vacío, Editorial Pre-Textos.
- 2010 — Cháchara, Renacimiento.

## Награды
- 2003 — Премия Библиотеки Бреве за роман «Нубийский принц»
- 2010 — Премия Варгаса Льосы гостиничной группы NH за лучший сборник рассказов (24.500€)[4]
- 2014 — Премия кафедры Варгаса Льосы за лучший роман последних двух лет ($100.000)
- 2020 — Национальная литературная премия королевства Испании (20.000€)